# Cussac-sur-Loire
 Cussac-sur-Loire  es una población y comuna francesa, situada en la región de Auvernia, departamento de Alto Loira, en el distrito de Le Puy-en-Velay y cantón de Solignac-sur-Loire.

## Demografía
| 357 | 456 | 686 | 1165 | 1358 | 1376 |
| Para los censos de 1962 a 1999 la población legal corresponde a la población sin duplicidades (Fuente: INSEE [Consultar]) |     |     |      |      |      |